# Kriegszitterer
Als Kriegszitterer oder Schüttelneurotiker wurden im deutschsprachigen Raum im Ersten Weltkrieg und auch danach Soldaten bezeichnet, die an einer spezifischen Form der posttraumatischen Belastungsstörung – dem sogenannten Kriegstrauma (bzw. der Kriegsneurose) – litten. Unter anderem war der ständige Artilleriebeschuss sehr belastend (Granatschock, englisch Shell shock oder auch Shellshock).

## Symptome
Die meisten Betroffenen zitterten unkontrolliert (daher der Name); viele hatten auch eines oder mehrere der folgenden Symptome:
- Sie konnten sich nicht mehr selbst auf den Beinen halten.
- Sie konnten keine Waffen mehr bedienen.
- Sie konnten nichts mehr essen oder verweigerten die Nahrungsaufnahme.
- Sie hatten vor banalen Gegenständen wie z. B. Mützen oder Schuhen panische Furcht.

## Ursachen
Verursacht oder ausgelöst wurde das Krankheitsbild durch psychische Überlastung der Soldaten in Situationen, denen sie im Krieg ausgesetzt waren. Ursprünglich waren führende Neurologen wie zum Beispiel Hermann Oppenheim der Auffassung, diese Störungen seien durch mechanische Ursachen bedingt. Mit ihm nahmen auch Psychiater und Psychologen damals an, die Störungen würden durch die Druckwellen explodierender Granaten oder durch laute Explosionsgeräusche verursacht, deren Folge kleine Gehirnerschütterungen seien. Die Alliierten nannten die Krankheit Bomb Shell Disease oder auch shell shock, da man anfänglich glaubte, die Druckwellen der Explosionen hätten die Gehirne an die Schädelwände gedrückt und so beschädigt. Heilung gab es bis auf wenige Fälle praktisch keine, da es zu dieser Zeit noch keinerlei Therapien für derartige Störungen gab. Die Opfer waren meist für den Rest ihres Lebens schwerst pflegebedürftig.
Um 2003 wurde das Leiden  auch als nichtorganischer Tremor bezeichnet und den Konversionsstörungen zugeordnet oder als Ausdruckskrankheit angesehen. Im Jahr 2020 lässt sich das Krankheitsbild im ICD-10-GM-2020 unter F44.4 einordnen. Dort werden dissoziative Bewegungsstörungen beschrieben (Dissoziation beschreibt in der Psychologie die Trennung zwischen Bewusstsein und Empfindungen oder der motorischen Kontrolle).

## Behandlung und Folgen

### Deutschland
Einfache Mannschaftssoldaten wurden (im Gegensatz zu Offizieren, die Bäder oder Beruhigungsmittel erhielten) mittels äußerst schmerzhafter Elektroschocks behandelt, die der „Überrumpelung“ dienen sollten. „Schock“ und „Überrumpelung“, insbesondere als suggestivtherapeutische Verfahren, sind zu allen Zeiten und aus allen Kulturen bekannt.
Durch das Setzen kurzer Schmerzreize mittels des sogenannten „Erlanger Pantostaten“ der Firma Reiniger, Gebbert & Schall aus Erlangen wurde statt „faradischen Stroms“ bei den Traumatisierten der gefährlichere „sinusoidale Wechselstrom“ angewendet, wobei Todesfälle nicht ausgeschlossen und dokumentiert wurden.
Mit längerer Kriegsdauer wurde immer öfter der Verdacht hysterischer Simulation geäußert und den Betroffenen unterstellt, von Unproduktivität und Rentenbezug profitieren zu wollen. Ärzte wurden daher angehalten, die Zahl der Rentenberechtigten so niedrig wie möglich zu halten und Heilungsraten zwischen 95 und 100 Prozent zu erzielen. Propagandistische Berichte und Filme aus psychiatrischen Kliniken ließen den Eindruck schneller „Wunderheilungen“ entstehen. In den Anstalten starb zwischen 1915 und 1918 ein Teil dieser Patienten an durch Unterernährung verursachten Krankheiten, da die Zuteilungen an psychiatrische Institutionen zu knapp waren. Zusätzlich wurde von Medizinern zur Erfassung des Phänomens der Kriegsemotionen nach dem Modell epidemisch-infektiöser Erkrankungen eine militärische Topographie erstellt, die besonders einen vermeintlich deutlichen Gegensatz zwischen einer männlich dominierten Frontzone und einer weiblich dominierten Heimatfront (bei fluktuierendem Etappenbereich) hervorhob. So galten einem Arzt „Briefe aus der Heimat“ als stärkeres angst- und erregungsauslösendes und daher potentiell gefährlicheres Moment als unmittelbare Kriegserlebnisse. Der Tübinger Internist Gustav Liebermeister sah die stärkste Ansteckungsgefahr für Kriegsneurosen im Heimatgebiet, „wo wir nicht nur die Kriegsbeschädigten, sondern auch deren Angehörige, ferner einen grossen Teil der weiblichen Bevölkerung und sonst sehr viele Menschen haben, die als Krankheitsüberträger wirken.“ Nachdem in der NS-Zeit durch ein Gesetz vom 3. Juli 1934 seelische Erkrankungen grundsätzlich nicht mehr als Folge erlittener Kriegstraumata anerkannt wurden, wurden schließlich im Rahmen der NS-Euthanasiemorde zwischen 4000 und 5000 psychisch kranke Veteranen des Ersten Weltkriegs ermordet.

### Frankreich
In Frankreich wurden Traumatisierte des Ersten Weltkriegs als „émotionnés de la guerre“ (Erkrankung nach einem schreckhaften Ereignis, plötzlicher Furcht oder dem Anblick toter Soldaten) bzw. „commotionés de la guerre“ (mechanische Erschütterung z. B. durch Granatenexplosion mit vermuteter Folge von feinsten Nervenläsionen) bezeichnet. Französische Psychiater klammerten einige Krankheitsbilder aus der generellen Kategorie der Hysterie (die leicht unter Simulationsverdacht geraten konnte) aus und diskutierten die Rolle der Kriegsangst („anxiété“, „angoisse“ oder „peur de la guerre“). Durch die Schaffung dieser neuen Kategorie konnten erkrankten Soldaten die gleichen Ehren zugestanden werden wie körperlich Versehrten. Albert Devaux und Benjamin Logre, zwei Schüler von Ernest Dupré (Französischer Psychiater, 1862–1921), nannten dementsprechend Soldaten mit Angstzuständen „Invalides du Courage“ (Invaliden der Tapferkeit).

## Weitere Vorkommen
Im Zweiten Weltkrieg traten die spezifischen Formen des „Kriegszitterns“ kaum noch auf. Zwar gab es auch hier posttraumatische Belastungsstörungen, diese äußerten sich jedoch meist in anderer Weise.
Es wird heute vermutet, dass es an der besonderen Kampfform des Ersten Weltkrieges lag, bei der die Betroffenen durch den Grabenkrieg ihrem natürlichen Fluchtinstinkt nicht nachkommen konnten und immer wieder tagelangem Trommelfeuer ausgesetzt waren. Wenn allerdings die Kampfbedingungen ähnlich waren, wie z. B. in der Schlacht um Stalingrad, traten auch wieder die bekannten Symptome des Kriegszitterns auf.

## Gedenken an im Zusammenhang der Aktion T4 ermordete „Kriegszitterer“

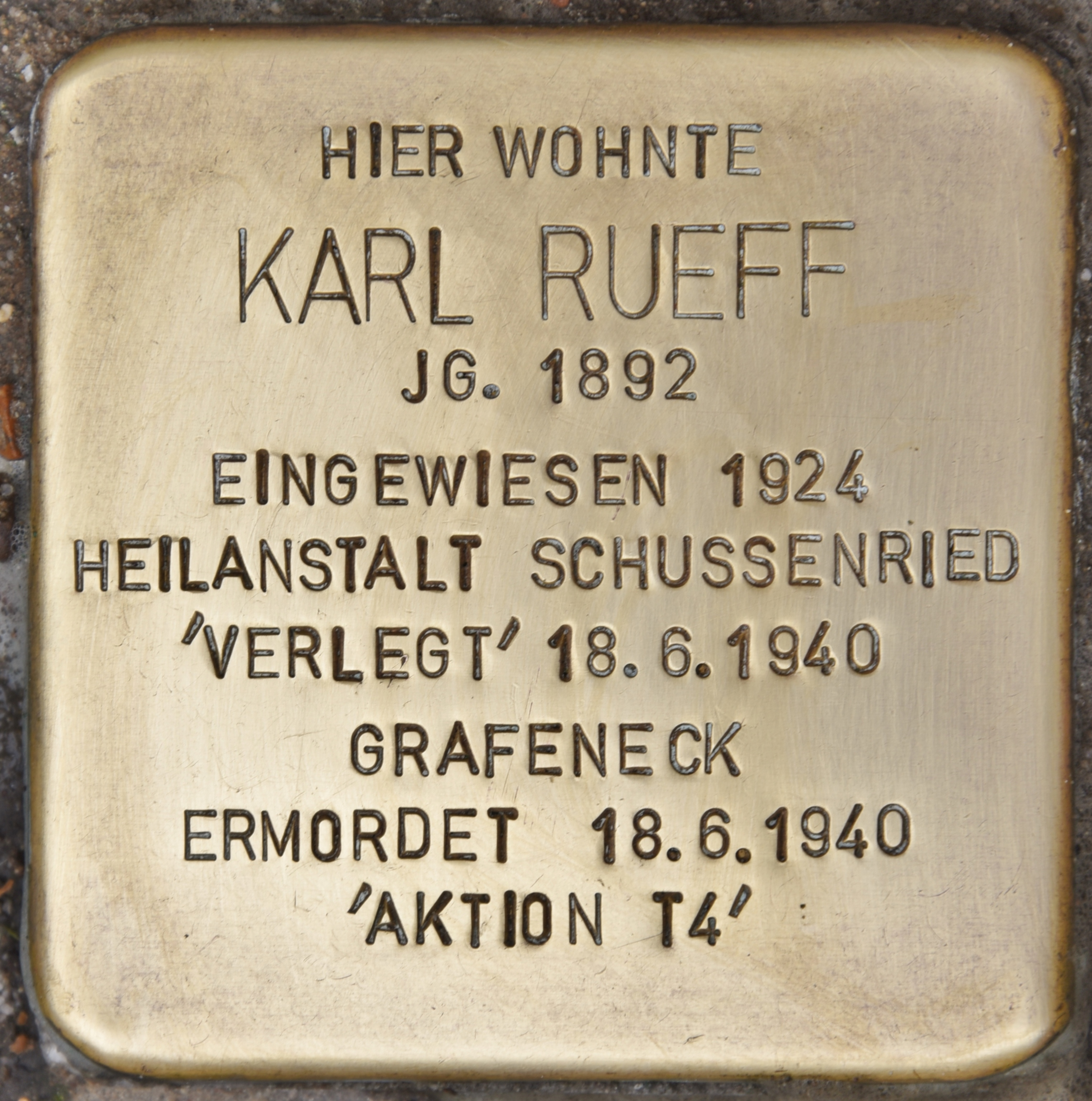
Stolperstein für Karl Rueff, Ulm

Vereinzelt sind in den vergangenen Jahren Stolpersteine für kriegsversehrte Veteranen verlegt worden, denen das Krankheitsbild „Kriegszitterer“ zugeschrieben und die im Zusammenhang der Aktion T4 ermordet wurden. Beispiele sind die Stolpersteine für Karl Rueff und Oskar John, beide aus Ulm, und Josef Gesell aus Singen.

## Film
Das Thema mit Bezug zum Ersten Weltkrieg wird unter anderem in der britischen Dramaserie Peaky Blinders verarbeitet, welche in Birmingham in den 1920er Jahren spielt. Auch in der deutschen Krimi-Serie Babylon Berlin, die ebenfalls in den 1920er Jahren spielt, nimmt das Thema großen Raum ein. In beiden Serien sind die jeweiligen Protagonisten von Kriegszittern bzw. Kriegsneurosen betroffen.
In Stanley Kubricks Antikriegsfilm Wege zum Ruhm (1957) ist zu Beginn des Filmes ein akuter Kriegszitterer im Schützengraben zu sehen. Der Offizier kommentiert, dass der Mann beim letzten Trommelfeuer einen Nervenzusammenbruch erlitten hatte.
Der französische Filmregisseur Gabriel Le Bomin thematisiert das Problem in seinem Spielfilm Les fragments d’Antonin (2006).